# 戈迪松
戈迪松（法語：Godisson，法語發音：[ɡɔdisɔ̃] ⓘ）是法国奥恩省的一个市镇，位于该省中东部，属于阿朗松区。

## 地理
戈迪松（48°40'46"N, 0°15'5"E）面积6.21 平方千米，位于法国诺曼底大区奧恩省，该省份为法国西北部内陆省份，北起顺时针与卡爾瓦多斯省、厄尔省、厄尔-卢瓦省、萨尔特省、马耶讷省和芒什省接壤。
与戈迪松接壤的市镇（或旧市镇、城区）包括：圣莱奥纳尔代帕尔克、沙尤埃。

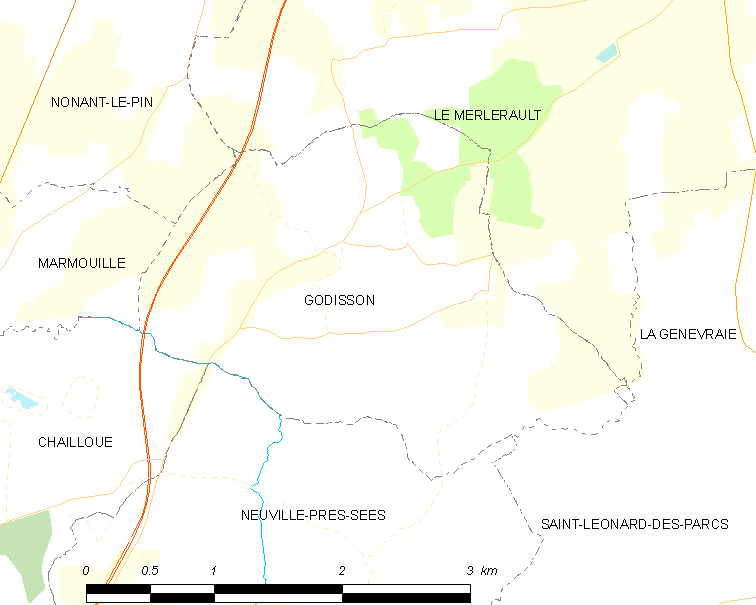
戈迪松的OSM定位图

戈迪松的时区为UTC+01:00、UTC+02:00（夏令时）。

## 行政
戈迪松的邮政编码为61240，INSEE市镇编码为61192。

## 政治
戈迪松所属的省级选区为赖村县。

## 人口

1962-2008年间戈迪松人口变化图示

戈迪松于2022年1月1日时的人口数量为103人。